# 拉德贝格
拉德贝格（德語：Radeberg，發音：[ˈʁaːdəˌbɛʁk] ⓘ）是德国萨克森州包岑县的城市，面积29.83平方千米，2023年12月31日人口为18,824人。